# Lasianthus glomeruliflorus
Lasianthus glomeruliflorus är en måreväxtart som beskrevs av Karl Moritz Schumann. Lasianthus glomeruliflorus ingår i släktet Lasianthus och familjen måreväxter. Inga underarter finns listade i Catalogue of Life.